# Monte Paschi Strade Bianche 2009
La Monte Paschi Strade Bianche 2009 fou la tercera edició de la Monte Paschi Strade Bianche. La cursa es disputà el 7 de març de 2009 sobre un recorregut de 190, sent el vencedor fou el suec Thomas Lövkvist.

## Equips participants
| Núm.  | Codi | Equip                                           |
| ----- | ---- | ----------------------------------------------- |
| 1-8   | LAM  | Lampre-N.G.C.                                   |
| 11-18 | ASA  | Acqua & Sapone-Caffè Mokambo                    |
| 21-28 | ALM  | AG2R La Mondiale                                |
| 31-38 | BAR  | Barloworld                                      |
| 41-48 | FLM  | Ceramica Flaminia-Bossini Docce                 |
| 51-58 | CTT  | Cervélo TestTeam                                |
| 61-68 | SDA  | Serramenti PVC Diquigiovanni-Androni Giocattoli |
| 71-78 | GRM  | Garmin-Slipstream                               |

| Núm.    | Codi | Equip                   |
| ------- | ---- | ----------------------- |
| 81-88   | ISD  | ISD                     |
| 91-98   | LIQ  | Liquigas                |
| 101-108 | LPR  | LPR Brakes-Farnese Vini |
| 111-118 | THR  | Team Columbia-High Road |
| 121-128 | KAT  | Team Katusha            |
| 131-138 | MRM  | Team Milram             |
| 141-148 | SAX  | Team Saxo Bank          |

## Recorregut
En la present edició els ciclistes han de superar 8 trams de strade bianche, que fan un total de 57,2 km.
- Sector 1 Radi: del km 35 al 48,5 (13,5 km)
- Sector 2: del km 53,9 al 59,4 (5,5 km)
- Sector 3 Lucignano d'Asso: del km 82,3 al 94,2 (11,9 km)
- Sector 4 Pieve a Salti: del km 95,2 al 103,2 (8,0 km)
- Sector 5 Monte Sante Marie: del km 132,4 al 143,9 (11,5 km)
- Sector 6 Montechiaro: del km 163,7 al 167 (3,3 km)
- Sector 7 Colle Pinzuto: del km 170,4 al 172,8 (2,4 km)
- Sector 8 Le Tolfe: del km 176,7 al 177,8 (1,1 km)

## Classificació
| Pos. | Ciclista             | Equip              | Temps      |
| ---- | -------------------- | ------------------ | ---------- |
| 1.   | Thomas Lövkvist      | Team HTC-Columbia  | 4h 59' 02" |
| 2.   | Fabian Wegmann       | Team Milram        | + 4"       |
| 3.   | Martin Elmiger       | AG2R La Mondiale   | + 6"       |
| 4.   | Edvald Boasson Hagen | Team HTC-Columbia  | + 8"       |
| 5.   | Linus Gerdemann      | Team Milram        | + 12"      |
| 6.   | Giovanni Visconti    | ISD-Neri           | + 14"      |
| 7.   | Peter Velits         | Team Milram        | + 14"      |
| 8.   | Andy Schleck         | Team Saxo Bank     | + 16"      |
| 9.   | Daniel Lloyd         | Cervélo TestTeam   | + 19"      |
| 10.  | Ryder Hesjedal       | Garmin-Transitions | + 22"      |